# Comuna Viiskove, Solone
Viiskove (în ucraineană Військове) este o comună în raionul Solone, regiunea Dnipropetrovsk, Ucraina, formată din satele Hroza, Kalînivka, Petro-Svîstunove, Viiskove (reședința) și Vovnihî.

## Demografie
Componența lingvistică a satului Viiskove
     Ucraineană (90,55%)
     Rusă (8,74%)
     Alte limbi (0,58%)
Conform recensământului din 2001, majoritatea populației satului Viiskove era vorbitoare de ucraineană (90,55%), existând în minoritate și vorbitori de rusă (8,74%).